# Lamyctes baeckstroemi
Lamyctes baeckstroemi är en mångfotingart som beskrevs av Karl Wilhelm Verhoeff 1924. Lamyctes baeckstroemi ingår i släktet Lamyctes och familjen fåögonkrypare. Inga underarter finns listade i Catalogue of Life.